# 連動式債券
連動式債券（又稱：連動債，英文：Structured note），是一种結構型金融商品，由固定收益债券和约定的投机标两部分组成，結合固定收益商品與衍生性金融商品後，利用投資報酬率的觀念去創造出高保本及高收益的報酬型態。
連動式債券可連結的標的多樣化，而且可以預見的獲利是相當令人所期待的，其中連動標的通常有利率、匯率、股價指數或各類的股票等標的，它的目的在於隨著連結標的漲跌，而能獲得較佳的報酬機會。當其連動目標為信貸償付時會被稱為信貸掛鈎票據，而迷你債券和精明債券等亦屬此類。

## 簡介
連動式債券发行商发行结束，募集到资金后，运用部分资金针对投机标进行投机操作。连动债的总收益为债券的固定收益，再加上投机操作的额外收益。它不僅僅如此而已，連動式債券還能享有本金高的保障，隨著連結標的的增長，更具備保本的特色，讓客戶在購買連動式債券商品時能夠有較高的保障。但除此之外客戶在購買連動式債券之前也要了解到該產品是不具備市場充分流通之特性，而債券的實際交易價格可能會與債券本身之單位資產價值產生顯著的價差。
发行商多半會鼓吹连动债具有「保本高息」的特点，以吸引投资者。有時會誤導客戶以為只賺不賠，因而客戶若於債券到期前賣出，可能會產生本金的損失。所以在購買連動式債券前必須先要考慮清楚產品的特性及風險，選擇適當地時機進場，這樣較為保險。
与普通债券相比，连动债收益相对较高，风险也相对更大，但在發行商與銷售商聯手炒作下，於21世紀初成為金融市场的热门商品种。不過自從2008年世界級大型發行商雷曼兄弟驟然倒閉，導致廣大投資人一夕之間損失慘重，並釀成世界性的金融危機後，連動債變成毒蛇猛獸，讓許多人認清其金錢遊戲的本質，避之唯恐不及。

## 基本原理
一、折價的零息債券用以提供到期償付還本
連動債將募集到的資金一部份購買零息債券，藉以此一部份達到盡可能還本的目的。但有時由於匯率因素及手續費因素，不能絕對保本。
而零息債券，由於市場利息水準及到期日的遠近，會有折價發行的情況，故此一部份，越長期到期的連動債，將可用更多折價的水準購得零息債券。
而未達到期日的零息債券，如在期中要求清算則不能保本。
二、投資部分
另一部份未用盡的資金用以投資連動結構的其他投資工具，藉以獲取超額報酬可能。然而，有超額報酬就有可能超額風險，並隨時間長短及操作者的趨避偏好，將會造成投資上的波動，而其投資部份可能隨著市場情況而可能有獲利或虧損。
以上兩大部分，通常在未到期日以前，要求清算終止者，都難以獲得獲利。但有時會因為其折價水準不高的債券，或較短期的債券，加上有超額獲利的投資，有可能會在期間淨值超過投資，而可以提前贖回。

## 相關
- 雷曼兄弟